# Nanorana
Nanorana is een geslacht van kikkers uit de familie Dicroglossidae. De groep werd voor het eerst wetenschappelijk beschreven door Albert Carl Lewis Gotthilf Günther in 1896. Later werd abusievelijk de wetenschappelijke naam Nannorana gebruikt.
Er zijn 28 soorten die voorkomen in delen van Azië en leven in de landen Afghanistan, China, India, Myanmar, Nepal, Pakistan, Thailand en Vietnam.

## Soorten
- Soort Nanorana aenea
- Soort Nanorana annandalii
- Soort Nanorana arnoldi
- Soort Nanorana blanfordii
- Soort Nanorana bourreti
- Soort Nanorana chayuensis
- Soort Nanorana conaensis
- Soort Nanorana ercepeae
- Soort Nanorana feae
- Soort Nanorana gammii
- Soort Nanorana kangxianensis
- Soort Nanorana liebigii
- Soort Nanorana liui
- Soort Nanorana maculosa
- Soort Nanorana medogensis
- Soort Nanorana minica
- Soort Nanorana mokokchungensis
- Soort Nanorana parkeri
- Soort Nanorana pleskei
- Soort Nanorana polunini
- Soort Nanorana quadranus
- Soort Nanorana rarica
- Soort Nanorana rostandi
- Soort Nanorana taihangnica
- Soort Nanorana unculuanus
- Soort Nanorana ventripunctata
- Soort Nanorana vicina
- Soort Nanorana yunnanensis

Allopaa · 
Chrysopaa · 
Euphlyctis · 
Fejervarya · 
Hoplobatrachus · 
Limnonectes · 
Nannophrys · 
Nanorana · 
Ombrana · 
Quasipaa · 
Sphaerotheca